# Mehrzweckwaffe 1
Le Mehrzweckwaffe 1 (MW-1) est un système polyvalent de largage de sous-munitions équipant les tornados allemands et italiens, au principe similaire à la JP233. Moins spécifique, il est développé pour larguer plusieurs types de sous-munitions, y compris des sous-munitions STABO anti-pistes. Des mélanges de plusieurs types de sous-munitions sont également possibles, le Mix 2 étant spécifiquement préparé contre les pistes. À la suite des discussions internationales sur l'usage des sous-munitions, l'Italie a ordonné la destruction des MW 1 équipant ses forces aériennes.